# L'Atomique Monsieur Placido
Pour plus de détails, voir Fiche technique et Distribution.
L'Atomique Monsieur Placido est un film français réalisé par Robert Hennion et sorti en 1950.

## Fiche technique
- Titre : L'Atomique Monsieur Placido
- Réalisation : Robert Hennion
- Scénario et dialogues : Paul Colline
- Décors : Aimé Bazin
- Photographie : Raymond Clunie
- Son : Louis Kieffer
- Montage : Raymond Louveau
- Musique : Louiguy et Roger Roger
- Production : René Pignères, Léon Beytout
- Société de production : Société nouvelle de cinématographie (SNC)
- Société de distribution : Société nouvelle de cinématographie (SNC)
- Pays de production :  France
- Langue : français
- Format : Noir et blanc - 35 mm  - Son mono
- Genre : Comédie policière
- Durée : 80 min
- Date de sortie : 
  - France : 5 juillet 1950

## Distribution
- Rellys : Toni / Placido
- Liliane Bert : Zaza
- Robert Arnoux : Joe
- René Génin : le violoniste
- Nina Myral : la vieille dame
- Michel Ardan : Jim
- Arsenio Freygnac : Sainclair
- Pierre Destailles : le gérant de l'hôtel
- Madeleine Suffel et Christiane Barry : les comédiennes
- René Alié : un gangster)
- Jean Temerson, Georges Bever et Jacques Beauvais : les maîtres d'hôtel
- Jean Dunot : le policier
- Philippe Janvier : l'impresario
- Jacques Provins : l'Égyptien
- Nicolas Amato : le régisseur
- Julien Maffre : le directeur
- Lisette Lebon
- Rudy Lenoir
- Marcel Rouzé
- Zizi Saint-Clair